# Leskea reinwardtii
Leskea reinwardtii là một loài Rêu trong họ Leskeaceae. Loài này được (Nees) Spreng. mô tả khoa học đầu tiên năm 1827.